# Amphinecta
Amphinecta es un género de arañas araneomorfas pertenecientes a la familia Amphinectidae. Se encuentra en Nueva Zelanda.

## Especies
Según The World Spider Catalog 12.0:
- Amphinecta decemmaculata Simon, 1898
- Amphinecta dejecta Forster & Wilton, 1973
- Amphinecta luta Forster & Wilton, 1973
- Amphinecta mara Forster & Wilton, 1973
- Amphinecta milina Forster & Wilton, 1973
- Amphinecta mula Forster & Wilton, 1973
- Amphinecta pika Forster & Wilton, 1973
- Amphinecta pila Forster & Wilton, 1973
- Amphinecta puka Forster & Wilton, 1973
- Amphinecta tama Forster & Wilton, 1973
- Amphinecta tula Forster & Wilton, 1973